# Bustillo del Oro
Bustillo del Oro es un municipio y localidad española de la provincia de Zamora, en la comunidad autónoma de Castilla y León. Se encuentra en la comarca denominada Alfoz de Toro. Cuenta con una población de 79 habitantes (INE 2024).
Se encuentra a 35 km de la capital, Zamora, y a 20 km de Toro.

## Toponimia
Hay documentos en los que se menciona a Bustillo del Oro por el nombre de Bustello de Flavio y Bustello de Yaviu, pero no se sabe a ciencia cierta si se refieren a Bustillo del Oro o a Bustillo de Chaves (Valladolid). De Bustelo de Yaviu se decía: «estaba situado entre Araduey y Rioseco» (Valderaduey y Rioseco), pero Bustillo de Chaves se encuentra ahí por el norte y Bustillo del Oro por el sur.
En los documentos del siglo XII se cita sin lugar a dudas Bustillo del Oro como Bustielo y Bustiello en un mismo documento de 1107, y Bustelo en 1136 donde se añade «in territorio de Tauro», a partir de 1140 Bustello. En 1244, se precisa más nombrándolo como Bustello Aldea de Tauro. Se supone que la identificación actual, «del Oro», es un derivado de la precisión que hacían en el siglo XIII «de Toro».
El origen de la palabra Bustillo no se sabe a de donde procede exactamente. Según unos, viene de la palabra latina bustum, que dicen que significa prado. Otros dicen que procede de la voz latina bustu, que significa sepultura, y burere, que significa quemar.

## Geografía
Limita con los municipios de Malva, Abezames, Vezdemarbán y Belver de los Montes.
| Noroeste: Pobladura de Valderaduey | Norte: Belver de los Montes | Noreste: Vezdemarbán |
| Oeste: Malva                       |                             | Este: Vezdemarbán    |
| Suroeste: Malva                    | Sur: Abezames               | Sureste: Vezdemarbán |

## Historia

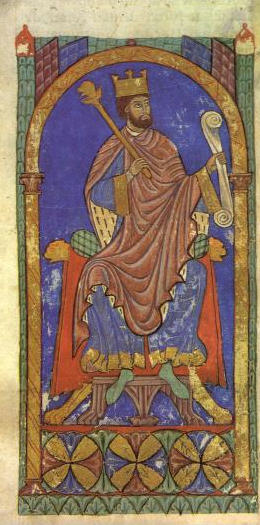
Alfonso VII de León trasladó en 1140 a Belver de los Montes el mercado que se celebraba en Bustillo

El origen de Bustillo como núcleo de población se pierde en la prehistoria, pues hasta de aquellas remotas épocas se han encontrado restos de civilización y presencia humana. Se halló, en 1963, en el cerro de San Pelayo, de un interesantísimo bifaz o hacha de mano paleolítica, elaborada en cuarcita.
Bustillo no está documentado como lugar existente en la provincia de Zamora antes de 1085, se encuentra documentado entre 1085 y 1157. Sobre un cerro se han descubierto restos de una población castreña. Pero el pueblo es de fundación medieval, debiéndose a las repoblaciones efectuadas por los reyes de León, nombrándosele en un documento de 1131 como Bustello de Flavio. En el archivo histórico nacional, en Madrid, se conserva en perfecto estado el documento en pergamino por el que, el rey Alfonso VII de León mandó en 1140 trasladar a favor del monasterio de San Salvador de Belver de los Montes el mercado que se celebraba en Bustillo. En 1159 se le nombra como Bustello de Yaviu.
Disponía también por entonces de un hospital para enfermos e itinerantes y dos parroquias. Una de ellas, San Pelayo, llegó al siglo XVII convertida en ermita.
Se cree que Bustillo tuvo algún día castillo por un manuscrito que creaba dudas, añadiéndole el nombre de algunas calles que hacen referencia a partes de un castillo. Pero, el documento, en realidad se refería a un pozo de piedra caliza que denominaban «del castillo», pero que por su desuso tiraron las piedras al fondo y lo cubrieron con cemento, se situaba en el centro de la plaza que se encuentra hoy en día.
El monasterio de Moreruela poseía varias granjas en Bustillo del Oro, causa de disputas con el obispado de Zamora por cuestión de los diezmos.
A finales de la Edad Media comienza el abandono de numerosos núcleos de población, a lo que contribuyó la epidemia de peste negra del siglo XIV, la primera de toda una serie que asoló estas tierras hasta el siglo XIX. Se produce una ligera recuperación en el XV, y mayor a principios del siglo XVII. El siglo XIX ve llegar el fin de los señoríos.
En todo caso, desde las Cortes leonesas de 1188, Bustillo fue una de las localidades representadas por la ciudad de Toro en Cortes, siendo una de las que integró posteriormente la provincia de Toro.
Al crearse las actuales provincias en la división provincial de 1833, Bustillo del Oro quedó encuadrado en la provincia de Zamora, dentro de la Región Leonesa.

## Demografía
En 1627, se sabe que había 68 casas habitadas, lo que da a suponer que habría entre 300 y 400 habitantes.
En 1846, el diccionario de Madoz dice que Bustillo «tenía 168 casas, 177 vecinos y 681 almas».
Felipe Olmedo nos dice en 1905 que componen el lugar «435 edificios y albergues y 991 habitantes (447 varones y 514 hembras), de los cuales saben leer y escribir 384 varones y 329 hembras; 10 y 12 respectivamente saben sólo leer y 84 y 193 carecen de instrucción únicamente». Pero algo falla porque las cifras no cuadran.
Según esto, el pueblo en 1846, respecto a 1627, se duplica prácticamente. Y en 1905 habría triplicado respecto a la población de la primera mitad del siglo XVII. Más tarde se estanca, y a partir de la segunda mitad del siglo XX comienza a disminuir vertiginosamente.
| Gráfica de evolución demográfica de Bustillo del Oro entre 1842 y 2021                                                |
| |
| Población de derecho según los censos de población del INE. Población de hecho según los censos de población del INE. |

En 2015, Bustillo del Oro sufre un acusado proceso de envejecimiento de su población, con un 41,86 % de sus habitantes mayores de 65 años y solo un 2,32 % de su población con menos de 16 años.

## Cultura

### Patrimonio

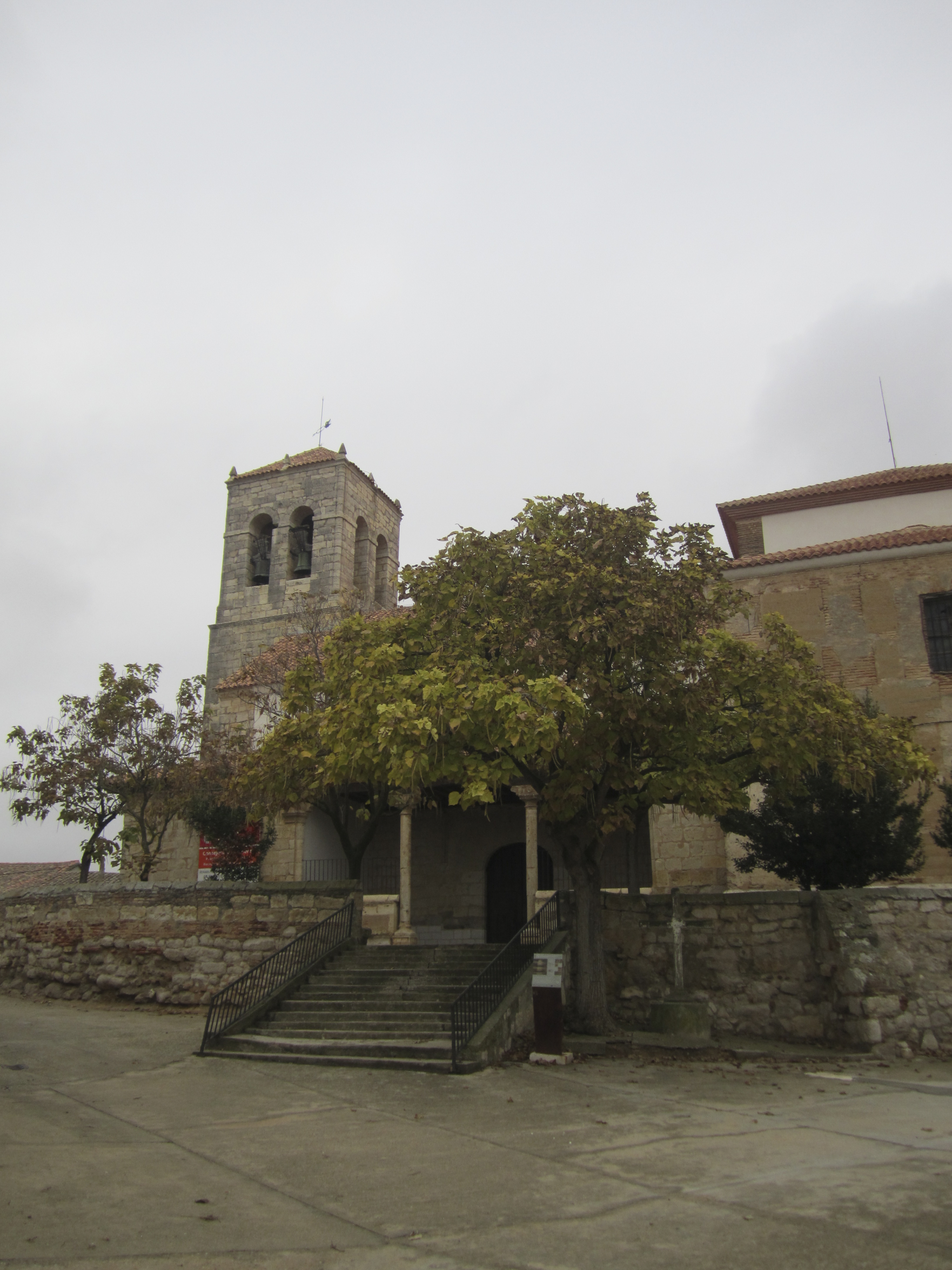
Iglesia de Nuestra Señora de la Asunción, ss. -

Iglesia de Nuestra Señora de la Asunción
Bustillo del Oro cuenta con una iglesia del siglo XVI-XVIII, denominada iglesia de Nuestra Señora de la Asunción. La iglesia cuenta con cinco grandes retablos, uno de ellos, el del altar mayor, del siglo XVII, construido entre 1602 y 1620 por Antonio de Ribera. La primera torre de la iglesia (1538) era más ancha, se sabía por los restos que se veían alrededor de la actual, antes de que cubrieran el suelo con cemento. Inicialmente la iglesia era muy distinta, ni siquiera tenía forma de cruz latina como la conocemos en nuestros días. Por los años 1790 fue cuando tirando las paredes laterales de la cabecera de la iglesia y su artesonado, y construyeron los brazos de la cruz y cúpula o media naranja elevando los arcos, para lo cual mutilaron también el remate del artesonado de la nave, como todavía se ve claramente hoy. 
El edificio actual, de planta de cruz latina, fue realizado fundamentalmente entre los siglos XVI y XVIII. Al siglo XVI corresponde la nave central, en la que se localiza el magnífico artesonado. El crucero y la cabecera son fruto de una reforma neoclásica, trazada y ejecutada por Cayetano Allende, maestro vecino de Villalpando.
La techumbre es ochavada. Los faldones se adornan con tres frisos de lazos de ocho puntas formados por la propia estructura (apeinazados). El espacio plano central de la armadura (harneruelo), también ochavado, se adorna con labor de lazo de ocho puntas apeinazado y se remata con mocárabes; los dos de los extremos colgantes, en racimo, y los tres centrales hacia el interior, en cubo. La labor tallada, ya de carácter renacentista, aparece a manera de ovas, arquillos y palmetas, labores de hojarasca, y motivos a candelleri y antropomorfos.

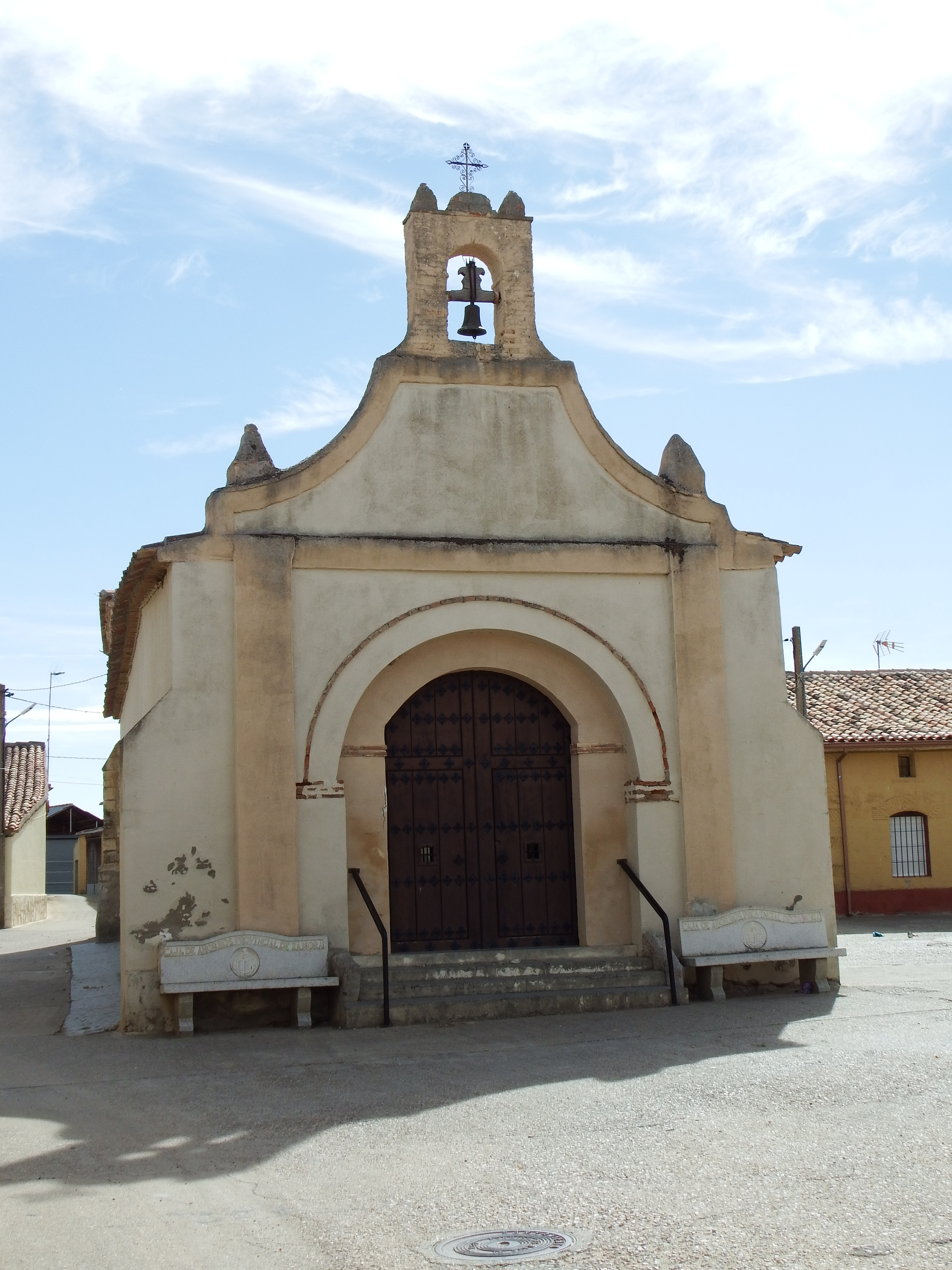
Ermita del Santo Cristo
En la plaza del pueblo, enfrente del ayuntamiento, podemos encontrarnos con la ermita del Santo Cristo. Debido a su mal estado de conservación, fue reconstruida gracias a los restos de la antigua ermita de San Pelayo y a las aportaciones económicas de los habitantes de la localidad. La estructura actual parece que sea del siglo XVIII. Una de las cosas a destacar es el retablo mayor de la época barroca. Además, en ella se venera una impresionante escultura del Redentor clavado en la cruz, verdadero modelo de un cuerpo varonil perfecto, un tanto lacerado por el martirio. Se exhibe en un nicho encristalado, dentro del retablo barroco realzado con hermosas columnas salomónicas cuajadas de hojarasca. Acompañado por las figuras de la Virgen y San Juan, pintadas sobre el tablero del fondo.También destaca un pequeño y emotivo cuadro de la Piedad.
Casa consistorial y plazas

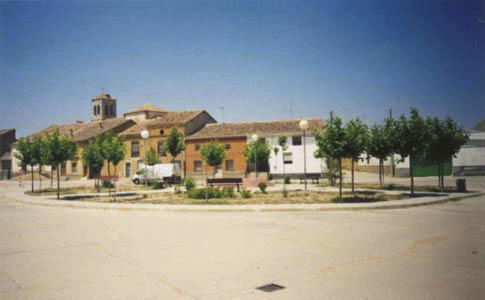
Plaza del pueblo, con zona verde y fuente central.

El ayuntamiento es un edificio moderno, dotado de una pequeña torre angular y un largo balcón del que cuelgan las banderas. Una fuente ornamental, algún arbolillo y diversos asientos decoran el resto de la plaza principal, incluida la ermita del Santo Cristo. Una segunda plaza, con zona verde en el centro, situada cercana a la principal. Ambas están enlazadas entre sí por la calle principal, que también sirve para conectar la carretera que viene de Malva con la que se dirige a Belver de los Montes.

### Fiestas
Por carnaval, antiguamente se celebraban las vaquillas, una mascarada muy parecida a las de otras localidades de la provincia. Hoy siguen celebrándose los carnavales así como San Isidro el 15 de mayo, con misa, procesión con la imagen y, como es tradicional, la bendición de los campos.
San Juan, la noche más larga del año, el 24 de junio, se celebra con las típicas hogueras, a cuyo alrededor se reúne todo el mundo mientras que los más valientes o arriesgados, saltan por encima. Constituye un rito purificador de antiguas resonancias, que fue cristianizado por la Iglesia, asimilándolo y modificándolo.
El primer fin de semana de agosto, los quintos organizan las coloristas y simbólicas carreras de cintas, antaño de gallos, en que cada quinto ponía el suyo y luego las madres lo cocinaban.